# 猪早太

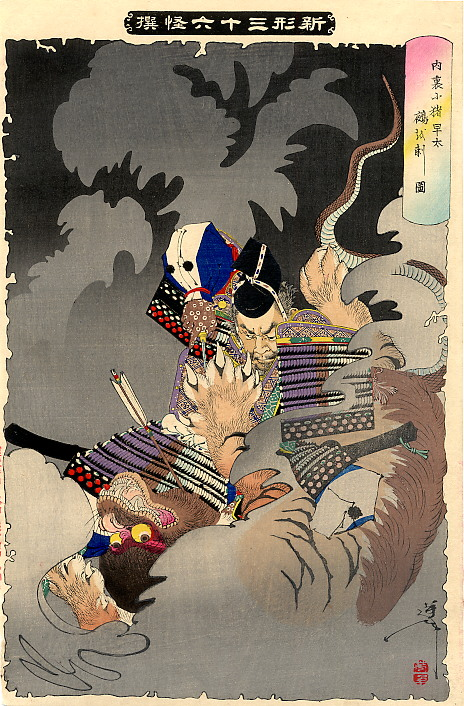
新形三十六怪撰：猪早太と鵺

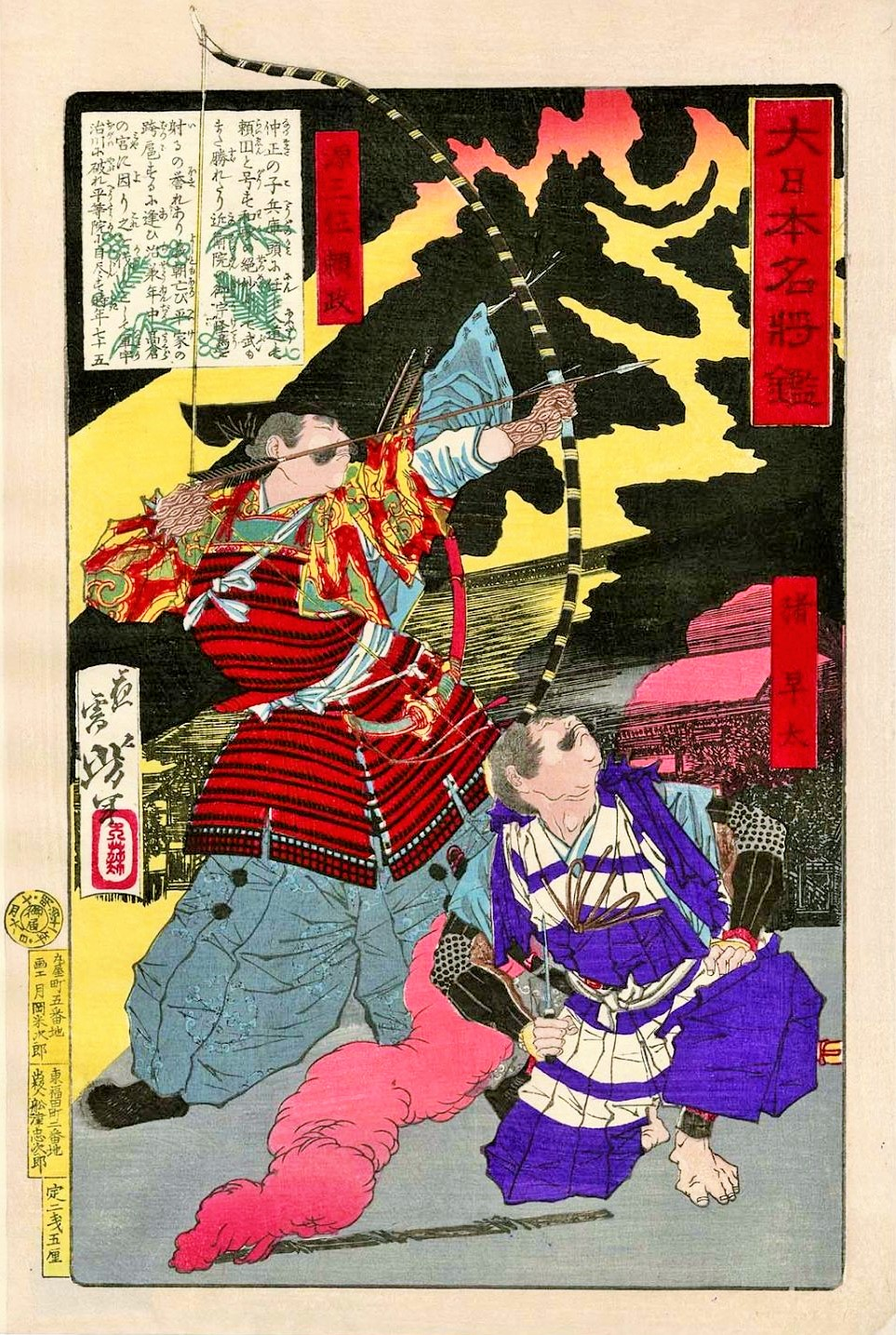
大日本名将鑑　源頼政と猪早太

猪 早太（い の はやた、生没年不詳）は、平安時代末期の武将。井 早太、猪 隼太あるいは猪野 早太などとも表記する。源頼政に郎党として仕えた。遠江国猪鼻湖西岸（現在の静岡県浜松市浜名区三ヶ日町）、または近江国猪鼻（現在の滋賀県甲賀市土山町猪鼻）を領したことから猪鼻を苗字としたという。また、多田源氏で父は太田伊豆八郎広政（廣政）といい、名は高直であったともされる。（後年の浮世絵などでは名を広直（廣直）あるいは忠澄とするものも見られる。）『播磨鑑』では、頼政の知行地であった播磨国野村の産とされる。
『平家物語』等にみえる、仁平年間（1151-54、近衛天皇治世）における頼政の鵺（鵼）退治の際にただ一人随行し、頼政が射落とした鵺にとどめを刺した、という伝説で著名。
『源平盛衰記』によると、このとき早太が用いた刀は、頼政が彼に預けた短刀「骨食」である。また、とどめを刺すに当たっては「喉を一突きにした」、「九回刺した」など異同がある。
なお、江戸時代後期の儒者・志賀理斎（忍）は著書『理斎随筆』において、鵺退治伝説は頼政がまじないのため四方に鏑矢を放ったのが実態である（いわゆる奉射神事）とした上で、猪早太の名と鵺のいわゆる“頭は猿、胴は狸、尾は蛇、手足は虎（異同もある）”という奇怪な姿とを関連付け、それぞれ「頭が猿＝未申（南西）」「尾が蛇＝辰巳（南東）」「手足が虎＝丑寅（北東）」「猪早太＝戌亥（北西）」を意味するとし、方角を埋め合わせるため彼の名を入れた、という推察を行っている。
なお、治承4年（1180年）以仁王の挙兵敗退をもって頼政が自害した後の猪早太の動向については、以下のように全国各地に伝承がある。
- 愛媛県上浮穴郡久万高原町中津では、早太が頼政の位牌を奉じて同地に潜伏し、大寂寺に安置したといわれ、早太が植えたとされる大杉、早太のものとされる墓も残る[6] [7]。
- 広島県東広島市西条町御薗宇では、早太が頼政の側室･菖蒲前およびその子とともにこの地に逃れ、「勝谷右京」と名を改め、菖蒲前が頼政供養のため開基した観現寺を守り、建保4年（1216年）に84歳で没したと伝わり、早太（隼太）の墓とされる宝匡印塔が同寺に残る（市重要文化財となっている）[8] [9][10]。
- 三重県名張市箕面中村の伝承においては、同地にて平家の追手に討たれ、村人により埋葬されたとされる[11]。
- 岐阜県岐阜市春近古市場南屋敷の県道高富関線沿いにも猪早太の墓とされる五輪塔が残る。伝承では頼政の自害の後、その首級を背負って同市千疋植野の蓮華寺に葬った後、この地に居住したとされる[12][13]。
- 兵庫県西脇市野村町のJR加古川線の西脇市駅構内の隣地にも「猪早太供養碑」がある。猪早太の末裔によって建てられ、現在もその一族により供養が続けられている[4]。

このほか、曲亭馬琴も自らの先祖として猪早太に強い関心を抱いていた。

## 大衆文化での扱い
福島県にて猪早太をモチーフとした郷土玩具が存在しており、2018年に刊行された『だるまちゃんとはやたちゃん』にてその玩具をモチーフとしたキャラクターが登場している。